# Sokoliwka (rejon pustomycki)
Sokoliwka (ukr. Соколівка; hist. Falkenstein) – wieś na Ukrainie w rejonie lwowskim (wcześniej w rejonie pustomyckim) obwodu lwowskiego.
Miejscowość została lokowana w 1783 roku. Była jedną z wsi powstałych w wyniku kolonizacji józefińskiej w Galicji, w latach 1772–1790, władców Austrii: Marii Teresy oraz Józefa II przez niemieckich protestantów: luteran, kalwinów i mennonitów.
1 sierpnia 1934 roku w ramach reformy na podstawie ustawy scaleniowej została włączona do zbiorowej gminy wiejskiej Ostrów w powiecie lwowskim, w województwie lwowskim. 11 maja 1939 roku zmieniono nazwę wsi z Falkenstein na Sokolica
Obecnie wieś liczy 191 mieszkańców.

## Źródło
- PAN IGiPZ, Prace Geograficzne nr 163, Halina Szulc Morfogeneza osiedli wiejskich w Polsce, Wydawnictwo Continuo, Wrocław 1995, ISBN 83-86682-00-0